# Андрій Гарасевич
Андрій Гарасевич (нар. 13 серпня 1917, Львів, Львівський повіт, Королівство Галичини та Володимирії, Австро-Угорщина — пом. 24 липня 1947, гора Вацманн коло Берхтесґадена, Баварія, ФРН) — український поет, педагог, піаніст, пластовий діяч, альпініст. Псевдонім — Андрій Сурмач.

## Життєпис
Андрій Гарасевич народився 13 серпня 1917 року в Львові, був єдиним сином радника суду. В 1921 році переїжджає з родиною на Закарпаття, де стає членом Українського Пластового Уладу.
Початкову освіту здобуває в Рахові та Хусті, а з 6 класу (1934) гімназії навчається в Ужгороді. Тут одночасно починає музичну освіту, вивчаючи гру на фортепіано в проф. Софії Дністрянської. Гімназію закінчує матурою в 1936 р. Починає літературну діяльність, друкується з 1935 р. в ужгородських місцевих газетах, а дальше в журналах та часописах Львова та інших галицьких міст («Обрії», «Напередодні»). Деякі твори появлялися під літературним псевдонімом Василь Сурмач. З цього ужгородського періоду походять його патріотичні сонети, які тематикою тісно зв'язані з морем та козаччиною. Вони появляються вперше у Празі в 1941 р. п.з. «Сонети». В цей час він працює під літературним впливом Михайла Мухина та Ол. Ольжича (О. Кандиба).
Восени 1937 р. Гарасевич переїжджає до Праги. Тут поступає на студії права в Карловім університеті, але по році переходить на філософський факультет (літературознавство). В Празі його літературна діяльність сильнішає і він стає членом т. зв. празької групи поетів до якої належали Ольжич та Мосендз. З цього періоду походять його твори тематично зв'язані з старою Прагою, які носять ще студентський характер. В циклі «Легенди й образи» поему «Плач Еремії» можна вважати верхом його творчості з патріотичною тематикою. Тут на його літературну творчість мають вплив Р. Рільке, М. Вороний, Є. Маланюк, О. Блок та старовинна Прага. Творчість Є. Маланюка стала темою його докторської дисертації. В 1945 р. з родиною осідає в Берхтесґадені. На еміграції відновлює свою діяльність в УПУ. Тут до його перших двох захоплень (поезія та музика) долучається третє й останнє — альпіністика.
Всі три захоплення яскраво віддзеркалені в його поетичній творчості цього часу. В циклі «Самотність» бачимо Гарасевича таким, яким він був сам собою: ніжним, стриманим, прямолінійним, захопленим романтикою та сповненим поривів до далекого, вершинного. На еміграції друкується його проза в журналі «Арка». В музиці вважався добрим виконавцем, особливо Бетховена.
Альпіністика, його третя любов, була останньою. Їй він віддав своє цінне й таке багатонадійне життя. Свою захоплену любов до гірських вершин, до здобування їх, що нею запалював він своїх друзів пластунів і поетів, свій незрозумілий інколи і далекий для людей із дальшого його оточення порив до гірської далини висловив А. Гарасевич у своєму поетичному нарисі «Все вище». Висловив так, як може зробити тільки поет: «Ну й чого ви шукаєте в тих скелях? — запитують мене тоді, коли я зором стараюся розкрити таємницю якоїсь щілини чи якогось переходу. Не відповідаю їм на це питання. Підніжжя гір сьогодні сині, їх верхи вкриті сніжними шапками, міняться до сонця. Я думаю, що кращої відповіді не треба.»
І потому ще заспокійливіше: «Будьте спокійні, ми дихаємо повітрям височини, холодом синіх ледівців і теплом далекого сонця. В прірвах клубиться ранковий туман. Прозоре повітря чітко зарисовує срібні вершини тірольських Альп, що манять нас у далекі простори, поза перстень людських границь…»
|  | …Гірську гарячу і сонячну тишу Берхтесґаденських Альп сколихнув дня 24 липня 1947 року жалібний голос сурми. Відбився далекою луною верхів'ями покритих снігом гір, сповіщаючи, що тієї хвилини порвалася десь на холодних вістрях скель нитка натхненного життя людини. Тільки згодом стало відомо, що загинув, зірвавшись зі скельної стіни гори Вацман і впавши із висоти 800 метрів, українець, пришелець з далекої Срібної Землі, поет і музикант, пластун і альпініст Андрій Гарасевич… Для нас, Сіроманців, він є ідеалом людини, що здійснювала всі свої спроможності. Ми цінуємо його глибоку любов до природи, яку він так добре знав та хотів ще глибше пізнати. Його любов до краси, до слова та музики є нам прикладом ширити красу й щастя. Найбільшим прикладом для нас є його любов до Батьківщини. На чужині він любив її, болів її недолею, радів її успіхам. Таким був Андрій Гарасевич — один із перших у рядах молодих поетів, що для них поезією було не тільки слово, вірш чи пісня, а й саме життя, чин і дія. |

## Творчість
Друкуватися почав 1935 року у галицьких та закарпатських періодичних виданням. 1941 року видав першу збірку «Сонети», а посмертно 1959 року вийшла збірка «До вершин».
Цикли поезій: «Над Чорним морем», «Самотність», «Визов», «Стара Прага».
Прозові твори: історична новела «Очарована душа» (про Мігеля Сервантеса), новела «Апасіоната» (про Бетховена), спогад «Побратим», етюд про романтику альпіністики «Все вище». Дописував до часописів, зокрема, створив нарис про тогочасну закарпатську українську літературу та есей про творчість Є. Маланюка.
Окремі видання:
- Гарасевич А. Сонети. — Прага: Пробоєм, 1941. — 47 с.
- Гарасевич А. До вершин. — Нью-Йорк: Молоде Життя, 1959. - 126 с.
- Гарасевич А. Сонети / Андрій Гарасевич. — Прага : Книгозбірня «Пробоєм», 1941. — 47, 1 с.